# (128036) Rafaelnadal

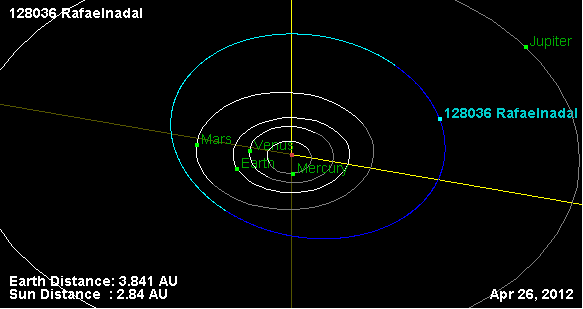
Òrbita de l'asteroide (128036) Rafaelnadal.

(128036) Rafaelnadal és un asteroide que rep el nom del jugador de tennis mallorquí Rafael Nadal. Es troba entre les òrbites de Mart i Júpiter. Fou descobert el 28 de maig del 2003 pels tècnics de l'Observatori Astronòmic de Mallorca, a Costitx i batejat amb el nom del tennista l'11 de juliol del 2008. Fa uns quatre quilòmetres d'amplada i es desplaça a una velocitat de 20 km/s. Té una magnitud absoluta de 15.92.